# Miklós Cseszneky
El conde Miklós Cseszneky de Milvány (en húngaro: gróf Milványi Cseszneky Miklós) es un noble húngaro.
Hijo del conde László Róbert Cseszneky de Milvány y Katalin Terézia Takács de Saár, asimismo nieto de Miklós Antal Imre Takács de Saár, político húngaro y del conde Mihály Cseszneky de Milvány, empresario húngaro y colaborador de Giorgio Perlasca y Ángel Sanz Briz. También es sobrino nieto del conde Gyula Cseszneky de Milvány, ayudante de campo del rey Tomislav II de Croacia.
El conde Miklós Cseszneky es el heredero aparente de la Casa Cseszneky.

## Otros proyectos
- Wikiquote alberga frases célebres de o sobre Miklós Cseszneky.